# Poincy
Poincy is een gemeente in het Franse departement Seine-et-Marne (regio Île-de-France) en telt 723 inwoners (2004). De plaats maakt deel uit van het arrondissement Meaux.

## Geografie
De oppervlakte van Poincy bedraagt 6,4 km², de bevolkingsdichtheid is 113,0 inwoners per km².
De onderstaande kaart toont de ligging van Poincy met de belangrijkste infrastructuur en aangrenzende gemeenten.

## Demografie
Onderstaande figuur toont het verloop van het inwonertal (bron: INSEE-tellingen).